# Distrito de Layo
Layo es un distrito de la provincia de Canas, ubicada en el departamento de Cusco, Perú. Según el censo de 2017, tiene una población de 5.171 habitantes.

## Historia
El distrito fue creado mediante Ley del 26 de octubre de 1868, en el Gobierno de José Balta.

## Geografía
Ubicada en una zona frígida, las temperaturas medias oscilan entre 8.6 °C. y 7.2 °C.

## Capital
La capital del distrito es el poblado de Layo. La temporada más propicia para la visita de turismo es de abril a octubre.

## Autoridades

### Municipales
- 2023-2026[2]
  - Alcalde: CPC. Alfredo Bustamante Aragón
  - Regidores:

  1. Hilario Huayllani Cutire
  2. Alejandrina Llavilla Flores
  3. Julian Hancco Pallara
  4. Catalina Choquehuanca Cruz
  5. Benito Surco Ayma
- 2019-2022
  - Alcalde: Aurelio Cáceres Huayta, de Perú Libre.
- 2015-2018[3]
  - Alcalde: Edgar Nicanor Quispe Conde, del Movimiento  Regional Tahuantinsuyo.
  - Regidores: Apolinar Mamani Hancco, Dionicia Huarca Hancco, Lucho Pucho, Francisco Cutire, Hipólito Ccanti Cutire.
- 2007-2010
  - Alcalde: Daniel Praxides Quispe Alanocca.
  - Regidores

  1. Calixto Bustamante Aragón
  2. Santos Huillca Huaylla
  3. Emilio Huaman Chuta
  4. Aurelia Mamani Tinta
  5. Claudio Mamani Hancco.

## Comunidades del distrito de Layo[4]
| N° | COMUNIDADES                      | CREACIÓN   | ALTITUD | EXTENSIÓN |
| 01 | TAYPITUNGA                       | 06/08/1926 | 3975    | 69.8      |
| 02 | URINSAYA CCOLLANA                | 02/07/1926 | 3970    | 62.5      |
| 03 | HANOCCA                          | 02/07/1926 | 3975    | 60.9      |
| 04 | CCOLLACHAPI                      | 02/07/1926 | 3965    | 58.8      |
| 05 | HILATUNGA                        | 02/07/1926 | 3960    | 58.4      |
| 06 | LIMBANI                          | 08/02/1977 | 4100    | 71.3      |
| 07 | CCOCHAPATA                       | 18/12/2019 | 3970    | 19.8      |
| 08 | PATILLANI                        | 18/12/2019 | 3980    | 18.7      |
| 09 | HIRHUAYPUJIO                     | 21/07/2020 | 3970    | 15.9      |
| 10 | HANCCOJAHUA                      | 10/12/2020 | 3982    | 15.5      |
| 11 | CENTRO POB. DE URINSAYA CCOLLANA | 15/09/1998 | 3970    | 62.5      |
| 12 | CENTRO POB. DE QOTAQWASI         | 14/12/2017 | 3975    | 69.8      |

## Atractivos turísticos
•Pallay Punchu : La montaña de Pallay Punchu es un atractivo turístico natural de colores, se encuentra a 4791 m.s.n.m y a  una distancia de 5 km del mismo poblado.
•Apu Paucca : Es una cadena de montañas filudas y coloridas que se extiende desde Apu Paucca hasta el Apu Paucca k'uly. 
•Aguas termales señor de exaltacion : Se encuentra en la comunidad de taypitunga. Son baños naturales, cristalinas y calientes. Tiene propiedades curativas para dolor de los huesos y males del corazón. 
•Saqra Kallejón : Estás formaciones rocosas se encuentran a 4546 m.s.n.m y a una distancia de 6 km sobre el distrito de Layo.
•Raki Qaqa : Es una extraña formación de roca que al medio tiene un agujero, los geólogos dicen que es un volcán inactivo.
•Yana Qocha : Es una laguna que refleja un color oscuro decido que está a las faldas de un cerro de color negro, se encuentra en la comunidad de Ccollachapi.
•Cataratas de K'ishko : Es una caída de agua de casi 5 m de longitud y a una distancia de 1 km del poblado de Layo. 
•Aguas calientes "la Raya": Se encuentra ubicado geográficamente dentro del territorio Caneño perteneciente al distrito de Layo, es un sitio turístico de baños y sauna que limita con el distrito de Marangani y se cree que tiene propiedades Curativas para dolores reumáticos y musculares.

### Religiosas
La religión principal es la cristiana.

## Festividades
- Febrero: Carnavales.
- Mayo: Kallka Pukara Ccocha Raymi.
- Septiembre: Señor de la Exaltación.
- Junio : Expo-Feria Nacional y Festival Ecoturístico en homenaje a la Virgen del Perpetuo Socorro, patrona del distrito de Layo.
- Octubre : 26 de Oct. Aniversario del distrito de Layo